# 阮氏映圓

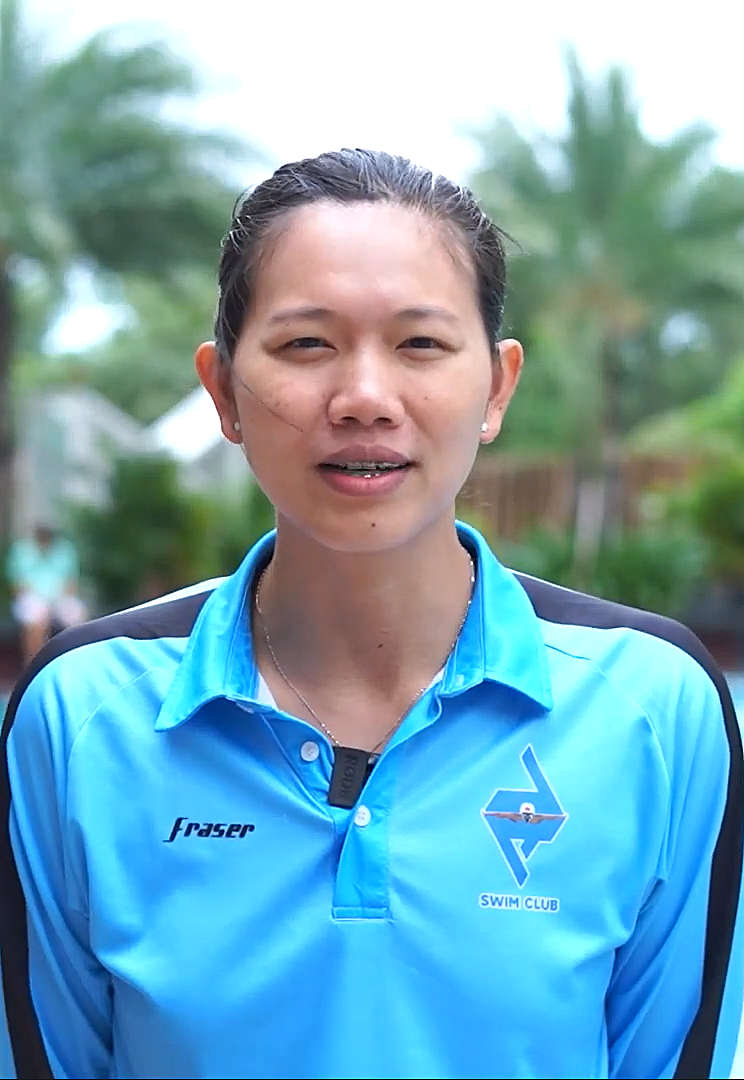

阮氏映圓（1996年11月9日—）是越南女性游泳運動員。
她於2014年參加中華人民共和國南京市舉行的2014年夏季青年奧林匹克運動會之游泳項目比賽，獲得200公尺個人混合式的冠軍金牌，也是越南第二次參加青年奧林匹克運動會的第二位冠軍金牌運動員以及第一位女性運動員。